# McLaren M19
McLaren M19, v različicah M19A in M19C, je McLarnov dirkalnik Formule 1, ki je bil v uporabi med sezonama 1971 in 1973, ko so z njim dirkali Denny Hulme, Peter Gethin, Jackie Oliver, Mark Donohue, David Hobbs, Peter Revson, Brian Redman in Jody Scheckter. Z dirkalnikom so dirkači zabeležili šestdeset nastopov na dirkah Formule 1, od tega dvanajst na neprvenstvenih dirkah, na katerih so dosegli dve zmagi in še šestnajst uvrstitev na stopničke. Obe zmagi je dosegel Hulme na prvenstveni dirki za Veliko nagrado Južne Afrike in neprvenstveni dirki International Gold Cup, obe v sezoni 1972. V prvem delu sezoni 1973 je moštvo začelo uporabljati nov dirkalnik McLaren M23.

## Popolni rezultati Formule 1
(legenda)
| Leto | Moštvo                | Motor                    | Gume | Dirkači        | 1   | 2   | 3   | 4   | 5   | 6   | 7   | 8   | 9   | 10  | 11  | 12  | 13  | 14  | 15  | Toč     | Prv |
| ---- | --------------------- | ------------------------ | ---- | -------------- | --- | --- | --- | --- | --- | --- | --- | --- | --- | --- | --- | --- | --- | --- | --- | ------- | --- |
| 1971 | McLaren International | Ford Cosworth DFV 3,0 V8 | G    |                | JAR | ŠPA | MON | NIZ | FRA | VB  | NEM | AVT | ITA | KAN | ZDA |     |     |     |     | 10      | 6.  |
| 1971 | McLaren International | Ford Cosworth DFV 3,0 V8 | G    | Denny Hulme    | 6   | 5   | 4   | 12  | Ret | Ret | Ret | Ret |     | 4   | Ret |     |     |     |     | 10      | 6.  |
| 1971 | McLaren International | Ford Cosworth DFV 3,0 V8 | G    | Peter Gethin   |     |     |     | Ret | 9   | Ret | Ret |     |     |     |     |     |     |     |     | 10      | 6.  |
| 1971 | McLaren International | Ford Cosworth DFV 3,0 V8 | G    | Jackie Oliver  |     |     |     |     |     |     |     | 9   |     |     |     |     |     |     |     | 10      | 6.  |
| 1971 | Penske-White Racing   | Ford Cosworth DFV 3.0 V8 | G    | Mark Donohue   |     |     |     |     |     |     |     |     |     | 3   |     |     |     |     |     | -       | -   |
| 1971 | Penske-White Racing   | Ford Cosworth DFV 3.0 V8 | G    | David Hobbs    |     |     |     |     |     |     |     |     |     |     | 10  |     |     |     |     | -       | -   |
| 1972 | McLaren International | Ford Cosworth DFV 3,0 V8 | G    |                | ARG | JAR | ŠPA | MON | BEL | FRA | VB  | NEM | AVT | ITA | KAN | ZDA |     |     |     | 47 (49) | 3.  |
| 1972 | McLaren International | Ford Cosworth DFV 3,0 V8 | G    | Denny Hulme    | 2   | 1   | Ret | 15  | 3   | 7   | 5   | Ret | 2   | 3   | 3   | 3   |     |     |     | 47 (49) | 3.  |
| 1972 | McLaren International | Ford Cosworth DFV 3,0 V8 | G    | Peter Revson   | Ret | 3   | 5   |     | 7   |     | 3   |     | 3   | 4   | 2   | 18  |     |     |     | 47 (49) | 3.  |
| 1972 | McLaren International | Ford Cosworth DFV 3,0 V8 | G    | Brian Redman   |     |     |     | 5   |     | 9   |     | 5   |     |     |     |     |     |     |     | 47 (49) | 3.  |
| 1972 | McLaren International | Ford Cosworth DFV 3,0 V8 | G    | Jody Scheckter |     |     |     |     |     |     |     |     |     |     |     | 9   |     |     |     | 47 (49) | 3.  |
| 1973 | McLaren International | Ford Cosworth DFV 3,0 V8 | G    |                | ARG | BRA | JAR | ŠPA | BEL | MON | ŠVE | FRA | VB  | NIZ | NEM | AVT | ITA | KAN | ZDA | 58      | 3.  |
| 1973 | McLaren International | Ford Cosworth DFV 3,0 V8 | G    | Denny Hulme    | 5   | 3   |     |     |     |     |     |     |     |     |     |     |     |     |     | 58      | 3.  |
| 1973 | McLaren International | Ford Cosworth DFV 3,0 V8 | G    | Peter Revson   | 8   | Ret | 2   |     |     |     |     |     |     |     |     |     |     |     |     | 58      | 3.  |
| 1973 | McLaren International | Ford Cosworth DFV 3,0 V8 | G    | Jody Scheckter |     |     | 9   |     |     |     |     |     |     |     |     |     |     |     |     | 58      | 3.  |